# غل افزان (مقاطعة فومن)
غل افزان (بالفارسية: گل افزان) هي قرية تقع في غيلان في إيران. يقدر عدد سكانها بـ 664 نسمة بحسب إحصاء 2016.